# Výrobně hospodářská jednotka
Výrobně hospodářská jednotka, zkratkou VHJ (spíše by se mělo správně česky užívat „Výrobní hospodářská jednotka“) byl střední stupeň řízení „organizačních struktur výrobně technické, vědeckovýzkumné a oběhové základny národního hospodářství“ socialistického Československa.

## Vznik VHJ
V průběhu 1. pětiletky (1949–1953) rostla váha těžkého průmyslu (hlavně těžkého strojírenství, dopravy a stavebnictví) a industrializovalo se Slovensko, ale cíl pětiletky (koncepce Československa jako strojírenské velmoci v rámci RVHP) nebyl splněn na 100 %. Byly tedy přijaty roční konsolidační plány (1954 a 1955), které měly mj. zvýšit životní úroveň obyvatelstva, a to díky vyšším investicím do zanedbané palivoenergetické základny a do stagnujícího spotřebního průmyslu a zemědělství, částečným uvolněním tuhé disciplíny RVHP a posílením kontaktů se Západem.
Druhá pětiletka (1956–1960) byla charakterizována Rozsypalovým pokusem o ekonomickou reformu v roce 1958, která měla vytvořit podmínky pro decentralizaci řízení pomocí reorganizace podnikové sféry a změny způsobu plánování v centru i v podnicích.
K velké reorganizaci československého národního hospodářství a vzniku VHJ došlo k 1. 4. 1958, kdy byla roztříštěná síť mnoha stovek direktivně řízených podniků (dosud přímo podléhajících resortnímu ministerstvu) sdružena podle oborů činnosti pod některý hlavní podnik a jeho nové generální ředitelství.
Do značné míry tak bylo zbrzděno dosavadní byrokratické příkaznictví ze strany státních plánovačů, kteří byli od reálného života zpravidla naprosto odtrženi. Padesátá léta jsou toho důkazem, viz například stěhování produkce vozu Tatra 805 podle nedomyšleného nápadu ministra strojírenství. Po vzniku VHJ byly podobné zásahy radikálně omezeny a pokud k nim docházelo, šlo již zpravidla o iniciativu samotné VHJ a jejích členů.

## Příklady
VHJ byla postavena víceméně na úroveň koncernu (tehdy nazývaného trust) s různými podniky nebo divizemi. Těchto VHJ bylo zřízeno několik desítek, například:
VHJ Chemopetrol Praha (chemický průmysl a zpracování ropy): Chemopetrol Litvínov, Chemapol Praha, Severočeské chemické závody Lovosice (dnes Lovochemie), Kaučuk Kralupy nad Vltavou, Přerovské chemické závody (dnes Precheza), ...
VHJ Závody všeobecného strojírenství Brno: ZVS Brno, Konstrukta Brno, ZVS Vsetín, Zbrojovka Vsetín, Vlárské strojírny, Blanické strojírny, Prago-Union, Igla České Budějovice, Presná mechanika, Vlněna–Kovozávod, Partex Nová Včelnice, …
VHJ Závody Jana Švermy Brno (výpočetní technika): Závody J. Švermy Brno, Aritma Praha, Aritma Aš, Kancelářské stroje Praha, Nisa Proseč n.Nis., IBM s.r.o. v národní správě Praha, …
VHJ TESLA (elektrotechnika, elektronika a měřicí přístroje): Tesla Hloubětín, Tesla Strašnice, Tesla Holešovice, Tesla Kolín, Tesla Liberec, Tesla Vrchlabí, Tesla Brno, Tesla Pardubice, Tesla Bratislava, Metra Blansko, …
VHJ Závody silnoproudé elektrotechniky: KABLO Kladno, KABLO Vrchlabí, KABLO Velké Meziříčí (dnes vše nkt cables), KABLO Děčín (dnes Kabelovna Děčín-Podmokly), KABLO Kolín (dnes KOPOS), KABLO Hostivař (dnes PRAKAB), KABLO Malacky, KABLO Bratislava, VÚKI Bratislava, MEZ Mohelnice, MEZ Brno, …

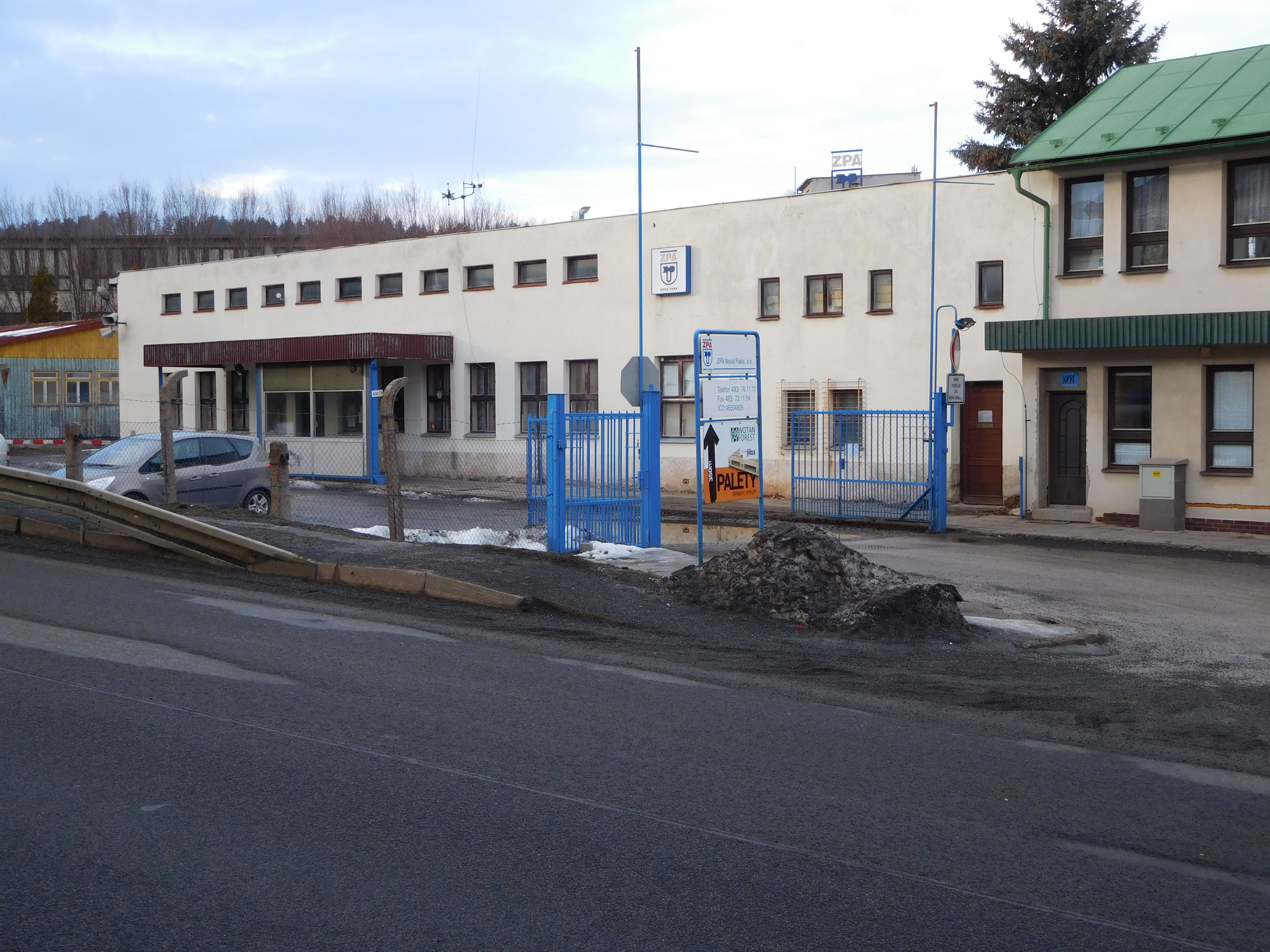
ZPA Nová Paka

VHJ Závody přístrojů a automatizace: ZPA Praha-Jinonice, Regula Nová Paka, ZPA Trutnov, ZPA Pečky, ZPA Ústí nad Labem, …
VHJ Hutnictví železa: Východoslovenské železiarne Košice, Železiarne Podbrezová, POLDI SONP Kladno, Válcovny trub Chomutov, Třinecké železárny, …
VHJ CEVA Praha (cementárny a vápenky): Cementárny a vápenky Prachovice, …
VHJ ČKD Praha, n.p. (těžké strojírenství): ČKD Praha, HEFA Radotín, Atmos Žandov, Strojobal Hradec Králové, Strojobal Pacov, Přerovské strojírny, PZO Pragoinvest, …
VHJ České závody gumárenské: MITAS Praha, Rudý říjen Gottwaldov (dnes Barum Otrokovice), Rubena Náchod, Gumokov Hradec Králové, Buzuluk Komárov, …
VHJ Aero: Aero Vodochody, Rudý Letov, Let Kunovice, Moravan Otrokovice, Motorlet Jinonice, Jihostroj Velešín a Kaplice, Jihlavan Jihlava, Technometra Radotín a Semily, Mikrotechna Modřany, Čenkovské strojírny Čenkov, Strojmetal Kamenice, Mesit Uherské Hradiště, Výzkumný a zkušební letecký ústav Praha ...
Ve své době znamenal vznik VHJ poměrně logický krok v řízení národního hospodářství – podniky byly donuceny ke vzájemné kooperaci tam, kde by za jiných okolností fungovaly normální tržní mechanismy nebo globalizační tlaky. Zároveň to tedy nemuselo znamenat strnulost – v podstatě neustále se jednotlivé VHJ postupně proměňovaly, delimitovaly si navzájem jednotlivé podniky či jejich závody atd. Tím, že byly sdruženy podniky s podobným sortimentem, zpravidla došlo k intenzivní výměně zkušeností a vzájemnému předávání know-how, případně převádění výroby podle potřeb jednotlivých podniků.
Zároveň lze zde vidět částečnou návaznost na ekonomickou politiku meziválečného Československa: 27. března 1933 byl vydán tzv. kartelový zákon. Garantoval právní ochranu kartelů při usměrňování výroby, odbytu i cen. Z dnešního pohledu je to nepochopitelné, dnes jsou kartely protizákonné. Tehdy však zákon ještě doprovodila řada vládních nařízení o syndikalizaci výroby a obchodu a o řízeném hospodářství…

## Zánik
První zpochybňování smyslu VHJ se objevilo už po pěti letech. Tehdy zkrachovala 3. pětiletka s příliš ambiciózními plány, které nemohlo československé hospodářství splnit. Straničtí ekonomové vládnoucí KSČ viděli příčinu neúspěchu právě v oslabení centrálního řízení vznikem VHJ, přestože krize československé ekonomiky spočívala naopak spíš v dosud nevhodné struktuře průmyslu a nevhodném centrálním řízení. To pak bylo namísto rozvolňování ještě utužováno, bobtnala resortní ministerstva a vznikaly oborové podniky.
V 70. a zejména v 80. letech se tak ukázalo, že systém VHJ je znovu sešněrován neefektivním vícestupňovým řízením pod jednotlivými resortními ministerstvy. Proto přijala vláda ČSSR dne 11. 2. 1988 usnesení č. 40/1988 Sb., že dosavadní systém VHJ bude rozpuštěn a namísto toho vzniknou nové státní podniky, přičemž důraz měl být kladen na jejich hospodářskou samostatnost, vlastní finanční odpovědnost a vznik pouze dvoustupňového systému řízení, tzn. ministerstvo – státní podnik.
Na tomto základě pak byla většina VHJ přeměněna na státní podniky, a to zpravidla k 1. červenci 1988 a k 1. červenci 1989. Naprostý konec VHJ nastal až se zrušením centrálního plánování v roce 1990.